# Улица Упес (Рига)
Улица У́пес (латыш. Upes iela) — улица в Риге, в Видземском предместье, в историческом районе Браса. Начинается от стыка улиц Кришьяня Валдемара, Сканстес и Дунтес; ведёт в восточном направлении до улицы Миера.
Длина улицы — 580 метров. На всём протяжении имеет асфальтовое покрытие. Движение по улице одностороннее (от улицы Миера к улице Кришьяня Валдемара). Общественный транспорт по улице не курсирует.
По улице Упес проходит велодорожка Центр—Межапаркс, открытая в 2007 году.

## История
Улица Упес впервые упоминается в 1867 году под своим нынешним названием (рус. Речная улица, нем. Bachstrasse), которое никогда не изменялось. Наименование улицы произошло от запруженного канала у военного госпиталя, вдоль которого была проложена улица Упес.

## Прилегающие улицы
Улица Упес пересекается со следующими улицами:
- Улица Кришьяня Валдемара
- Улица Дунтес
- Улица Хоспиталю
- Улица Инвалиду
- Улица Леяс
- Улица Лачу
- Улица Миера